# Idiocerus alternatus
Idiocerus alternatus är en insektsart som beskrevs av Fitch 1851. Idiocerus alternatus ingår i släktet Idiocerus och familjen dvärgstritar. Inga underarter finns listade i Catalogue of Life.